# Teatre Auditori del Camp de Mart
El Teatre Auditori del Camp de Mart és un teatre a l'aire lliure, cobert amb una vela, inspirat en els exemples dels teatres grecs clàssics. Té una graderia en forma d'amfiteatre, escenari rectangular i fossa d'orquestra utilitzable com a platea, en un conjunt cobert per una vela o tensoestructura. Se situa als jardins de l'antic Camp de Mart de la ciutat romana. Inaugurat l'any 1970, és un projecte de l'arquitecte municipal d'aquell moment, Manuel Lamich Fontanet. Sembla que el projecte va estar inspirat en el Teatre Grec d'Epidaure de l'Argòlida, al sud del Peloponès, obra del segle iv aC de Policlet el Jove.
El projecte es va inserir en una intervenció més gran que incloïa la urbanització, l'enjardinament i l'arbratge, amb xiprers com a protectors acústics, i el tancament del Camp de Mart, que fins aleshores romania obert als carrers adjacents de la ciutat. Actualment el teatre té l'accés principal per als espectadors per l'avinguda de Catalunya. Té una capacitat de 1.788 espectadors a l'amfiteatre, més una orquestra amb capacitat per a 105 espectadors més, si es cobreix per usar-se com a platea. L'escenari és rectangular, amb 242 m de superfície i una amplada de paret a paret de 32 m aproximadament entre els edificis auxiliars simètrics laterals. La tensoesctructura fou estrenada l'any 1993. Va ser projectada per l'empresa italiana Tensoforma Trading, amb disseny i projecte arquitectònic de Stefano Bertino i Calonggiero Celeste. La lona de membrana de fibra de polièster d'alta resistència i PVC cobreix una àrea de 2.980 m², tota la forma semicircular de l'amfiteatre, i és estrellada i delimitada per l'anell de cablejat. Se sosté en cinc cavallets principals, quatre en forma de V, i el principal i més alt situat rere l'escenari, en forma de V invertida, estabilitzats per ancoratges directes en el terreny.

## Activitat
L'any 1955, l'Ajuntament de Tarragona endegà un festival d'estiu al Camp de Mart, on s'instal·là una graderia desmuntable amb capacitat per a uns 2.400 espectadors encarada a les muralles romanes, a l'oest de la ciutat i sota el baluard medieval de la Torre de l'Arquebisbe i l'anomenat passeig Arqueològic. L'indret era tradicionalment un espai propici per a la instal·lació eventual de veles de circ i barraques de fira i altres estructures efímeres.
En el primer any d'activitat, el Teatre Auditori del Camp de Mart ja va ser seu dels Festivales de España, que tenien lloc anualment a diferents seus de l'Estat espanyol, i que aquella temporada de 1970 van acollir a Tarragona la Compañía Titular del Teatro Español, dirigida per Miguel Narros; la Compañía del Teatro Lírico de la Zarzuela; el ballet de joves estrelles del Bolxoi, de Moscou, i la Companyia de Comèdies, de Montserrat Carulla, entre d'altres. L'espectacle inaugural de l'auditori va anar a càrrec de la Compañía de Baile de Antonio Gades i de l'Esbart de Sant Julià de l'Arboç.
L'any 1993, la vela va ser inaugurada amb l'espectacle Tots dos, d'Àngels Gonyalons i Carles Sabaté. Actualment, l'auditori acull festivals, cicles i espectacles de gran format, com els programats dins de l'ETC (Estiu Tarragona Cultura), el Festival d'Estiu de Tarragona (de música, teatre i dansa) o el Festival de Teatre Grecollatí (primaveral), així com altres esdeveniments, com mostres de teatre d'instituts i centres escolars, i també congressos d'arqueologia i científics.